# Adhémar d'Alcantara
 (février 2025).
Si vous disposez d'ouvrages ou d'articles de référence ou si vous connaissez des sites web de qualité traitant du thème abordé ici, merci de compléter l'article en donnant les références utiles à sa vérifiabilité et en les liant à la section « Notes et références ».
Adhémar Marie Alphonse d'Alcantara, né le 17 mai 1920 à Bruxelles et mort le 7 mai 2012 à Lembeke, est administrateur et homme politique belge, social-chrétien, membre du CVP. Il a été bourgmestre et ministre.

## Biographie
Adhémar d'Alcantara est un descendant de la famille D'Alcantara. Il est le fils de Gonzalès d'Alcantara (nl) (1874-1953), bourgmestre de Lembeke, et d'Odette Hervé de Saint-Gilles (1887-1961). Il fréquente l'École abbatiale de Zevenkerken (nl) de 1931 à 1937 et obtient son doctorat en droit à l'Université catholique de Louvain en 1942. Sur le plan professionnel, il était chef d'entreprise. Il a été directeur chez Banco di Roma Belgique, l'Algemeen Beroepskrediet Gent, Iveco, Honeywell Bell, Condor, Magirus-Deutz, Banque Bruxelles Lambert et Total Belgique.
En 1942, il fonde la Maison Karel de Goede à Louvain, qui avait pour but de réunir des étudiants néerlandophones et francophones. Il a reçu pour cela le soutien financier de l'Association de la noblesse du royaume de Belgique.
Adhémar d'Alcantara a occupé divers postes au cours de sa carrière politique : de 1943 à 1944, il a été secrétaire administratif à la Caisse nationale de compensation des allocations familiales, de 1944 à 1946 secrétaire administratif à la présidence du Conseil des ministres, de 1946 à 1947 directeur du centre d'études de la Confédération nationale des classes moyennes de Belgique, de 1949 à 1958 secrétaire adjoint du Conseil central de l'économie, à partir de 1959 secrétaire général du comité de gestion de la Commission générale du gouvernement à l'Exposition nationale du travail de Belgique, de 1952 à 1958 attaché au département du Grand Maréchal de la Cour royale, de 1960 à 1966 président du Conseil supérieur du tourisme et de l'hôtellerie et de 1961 à 1965 président du Institut économique et social des PME.
Il a également été directeur de l'Institut économique et social pour la classe moyenne, de Familiezorg Oost-Vlaanderen, de la Mutualité chrétienne de Gand, du Conseil économique et social de Flandre (nl)  et de l'Association nationale des mutualités chrétiennes. Il fut également membre du conseil d'administration de l'Institut des Nations Unies pour la formation et la recherche et actif dans la Résistance, notamment au sein du groupe Socrate.
Adhémar d'Alcantara a épousé Loïcke Brasier de Thuy (1923-2014) en 1947. Ils ont eu cinq enfants.

## Politique nationale
De 1947 à 1949, Adhémar d'Alcantara est membre du cabinet du ministre des Affaires économiques Jean Duvieusart. De 1961 à 1964, il est également chef de cabinet du Premier ministre Théo Lefèvre et également secrétaire du Conseil des ministres.
De 1958 à 1961 et de 1965 à 1985, il est député à la Chambre des représentants, élu dans la circonscription électorale de Gand-Eeklo, et de 1964 à 1965, il est sénateur provincial de Flandre orientale. Il représente le Parti social-chrétien unitaire, puis le  CVP et appartenait à l'aile bourgeoise de ce parti. Au cours de la période décembre 1971 - octobre 1980, en raison du double mandat qui existait à l'époque, il a également siégé au Conseil culturel de la Communauté culturelle néerlandaise, qui a été installé le 7 décembre 1971. Du 21 octobre 1980 à octobre 1985, il a été membre du Conseil flamand, successeur du Conseil culturel et prédécesseur de l'actuel Parlement flamand.
Adhémar d'Alcantara a été ministre des Classes moyennes de 1965 à 1968 dans le gouvernement Harmel et dans le gouvernement Vanden Boeynants I qui a suivi (1965-1968). Après les élections législatives de 1968, au cours desquelles les partis traditionnels avaient perdu du terrain au profit des partis nationalistes, d'Alcantara fut nommé informateur par le roi Baudouin le 8 avril. Onze jours plus tard, le 19 avril, il rendit sa démission au roi en raison de l'opposition des socialistes à sa mission d'enquêter sur les possibilités de former un gouvernement traditionnel à trois partis.
De 1971 à 1985, il a été président du Comité politique national de l’Association nationale chrétienne de la classe moyenne.
De 1979 à 1981, d'Alcantara a été vice-président de la Chambre des représentants.

## Bourgmestre
Adhémar d'Alcantara a été conseiller communal de 1946 à 1976 et bourgmestre de Lembeke de 1947 à 1976. Durant son mandat, il réussit souvent à convaincre l'opposition de rejoindre sa liste, ce qui permit à d'Alcantara de ne rencontrer aucune opposition et de gagner les élections à Lembeke. En 1977, Lembeke est devenue une entité de la commune de Kaprijke. Adhémar d'Alcantara a été le dernier bourgmestre de Lembeke. Fin 1976, il participe aux élections dans la commune fusionnée de Kaprijke et perd face au bourgmestre de Kaprijke, Albert Windey. D'Alcantara s'est retiré de la politique pendant un mandat, mais est revenu après les élections de 1982 et est devenu premier échevin de Kaprijke. Il a continué à participer à la politique jusqu'en 1994.
Son oncle et son père étaient bourgmestre de la même commune avant lui :
- Carlos d'Alcantara (1869-1926), qui a émigré au Canada, où vivent plusieurs de ses descendants.
- Gonzalès d'Alcantara (1874-1953) qui eut quatre enfants de son mariage avec Odette de Saint-Gilles (1887-1961).

## Récompenses
- Décoration civile pour actes de courage, de dévouement et d'humanité : Médaille de première classe - Médaille d'or
- Médaille de la Résistance Armée 1940-1945
- Médaille commémorative de la guerre 1940-1945
- Grand Officier de l'Ordre de Léopold II

## Sources
- Paul Van Molle. Het Belgisch Parlement, 1894-1972. Antwerpen, 1972
- Oscar Coomans de Brachène. État présent de la noblesse belge, Annuaire 2003. Bruxelles, 2003
- Marie-Pierre d'Udekem d'Acoz. Voor Koning en Vaderland. De Belgische adel in het Verzet. Tielt, 2003